# Саблін Дмитро Вадимович
Дмитро Вадимович Саблін (нар. 5 вересня 1968, Жданов, Донецька область, УРСР, СРСР) — російський політик . Депутат Державної думи четвертого (2003—2007), п'ятого (2007—2011), шостого (2011—2013) і сьомого скликань (з 2016). Член партії «Єдина Росія», перший заступник голови Всеросійської громадської організації ветеранів «Бойове братство», кандидат економічних наук (2002), полковник запасу.

## Біографія
Народився 5 вересня 1968 року в місті Жданові (нині — Маріуполь, Донецька область).
У 1989 році з відзнакою закінчив Московське вище загальновійськове командне училище. Проходив службу в 154-му окремому комендантську полку Московського військового округу на посадах від командира взводу до начальника штабу батальйону та начальника служби полку. У 1997 році подав рапорт про звільнення зі Збройних Сил Росії.
З 1997 по 2000 рік проходив службу в МНС Росії .
У рідному Маріуполі Саблін побудував храм, організував військовий музей, спонсорував місцеву команду з жіночого футболу, виступав одним з організаторів конкурсу краси конкурсу «Міс Маріуполь-2009». Саблін організовував під Одесою розкопки військових поховань.
У серпні 2013 роки за активний внесок в розвиток міста Сабліну було присвоєно звання «Почесний громадянин Маріуполя», якого він позбавлений у вересні 2014 року за «ведення антиукраїнської політики».

#### Член Ради Федерації
У січні 2015 року разом з актором Михайлом Пореченковим, лідером мотоклубу «Нічні Вовки» Олександром Залдостановим і чемпіонкою світу з боїв без правил Юлією Березіковою став ініціатором створення руху «Антимайдан» [Архівовано 4 червня 2021 у Wayback Machine.], мета якого була «протидія спробам створення» Євромайдану.
Постановою Ради Федерації № 447-СФ від 28 вересня 2016 року з 18 вересня 2016 року достроково припинені повноваження Сабліна як члена Ради Федерації.
У січні 2019 року було оголошено про призначення Дмитра Сабліна виконувачем обов'язків секретаря Севастопольського регвідділення "Единой России", а також координатором партійного дискусійного майданчика "Єдність і суверенітет". 22 лютого обраний секретарем відділення.
25 травня 2021 року зустрівся із Антіохійським патріархом Іоаном Х.
22 квітня 2024 року за даними британської розвідки Дмитро Саблін створив новий резервний військовий підрозділ безпілотників під назвою "Барс Каскад", щоб дозволити високопоставленим особам служити в Україні з меншим ризиком "бойових дій на лінії фронту".

## Нагороди
Має нагрудний знак відмінності Управління ФСБ по Москві і Московській області «Управління по місту Москві і Московській області», нагрудний знак «За відзнаку в службі» II ступеня, «За відзнаку в службі» III ступеня, та інші.
У серпні 2013 отримав звання «Почесний громадянин Маріуполя» «за активний внесок в розвиток Маріуполя, допомога в благоустрої об'єктів міської інфраструктури, сприяння розвитку спорту, культури, духовності і зміцнення дружніх відносин між Маріуполем, Москвою і Московською областю на міждержавному рівні», а в вересні 2014 року його було позбавлено цього звання за «ведення антиукраїнської політики».

## Сім'я
Його батько Вадим Дмитрович Саблін працював в " Азовмаші " в Маріуполі понад 40 років, був начальником конструкторського відділу електрогідроприводу з дня його заснування в 1976 році до відходу на пенсію. У 2001 році Вадим Дмитрович був нагороджений знаком «За заслуги перед колективом ВАТ» Азовмаш "".
Дружина Дмитра Сабліна — Алла Георгіївна Сабліна (до шлюбу Налча). Її батько — Георгій Іванович Налча (1931 р р.) — кандидат технічних наук, начальник технічного відділу Маріупольського металургійного комбінату імені Ілліча . Очолює Фонд допомоги дітям, хворим на ДЦП «Наші діти».
Має двоє синів і дочку.

## Санкції
2 травня 2018 року доданий до санкційного списку України. Указом Президента України від 18 листопада 2023 року № 758/2023 термін було продовжено.
16 грудня 2022 року, на тлі вторгнення Росії в Україну, внесений до списку санкцій Євросоюзу: "за голосування за анексію українських територій, підтримку та реалізацію політики, що підриває територіальну цілісність, суверенітет і незалежність України".
30 вересня 2022 року доданий до санкційного списку США.
21 грудня 2022 року доданий до санкійного списку Швейцарії.
23 лютого 2023 року доданий до санкційного списку Канади.